# Kalista
Kalista – imię żeńskie pochodzenia greckiego. Wywodzi się od słowa oznaczającego "najpiękniejsze". Jest odpowiednikiem męskiego imienia Kalikst. Istnieją dwie święte o tym imieniu.
Kalista i Kaliksta imieniny obchodzą 19 stycznia i 25 kwietnia.
Znane osoby noszące to imię:
- Calista Flockhart